# HD 167128
HD 167128, indicata QV Telescopii / QV Tel nella nomenclatura delle stelle variabili, è una stella Be situata nella costellazione del Telescopio, a 743 al di distanza.

## Osservazione
Si tratta di una stella situata nell'emisfero celeste australe. La sua posizione è fortemente australe e ciò comporta che la stella sia osservabile prevalentemente dall'emisfero sud, dove si presenta circumpolare anche da gran parte delle regioni temperate; dall'emisfero nord la sua visibilità è invece limitata alle regioni temperate inferiori e alla fascia tropicale. La sua magnitudine pari a 5,4 fa sì che possa essere scorta solo con un cielo sufficientemente libero dagli effetti dell'inquinamento luminoso.
Il periodo migliore per la sua osservazione nel cielo serale ricade nei mesi compresi fra fine giugno e novembre; nell'emisfero sud è visibile anche per tutta la primavera, grazie alla declinazione australe della stella, mentre nell'emisfero nord può essere osservata in particolare durante i mesi della tarda estate boreale.

## Buco nero
Il 6 maggio 2020 è stata annunciata la scoperta di un buco nero di almeno 4 masse solari. Grazie al telescopio MPG/ESO è stata osservata una stella compagna orbitante ogni 40 giorni attorno ad un oggetto indefinito. Questo ha permesso di dimostrare la presenza di un buco nero senza emissioni di raggi X da parte del disco di accrescimento; è una delle prime volte che questo viene rilevato e in particolare si tratta del buco nero conosciuto (nel 2020) più vicino a noi, a meno di un migliaio di anni luce di distanza, in un sistema stellare visibile anche a occhio nudo.